# Julio Gámez
Julio José Gámez Salinas (Santo Domingo, 23 dicembre 1921 – 30 luglio 2011) è stato un cestista dominicano naturalizzato spagnolo.